# Акишин, Иосиф Николаевич
Иосиф Николаевич Акишин (27.08.1917 — 02.02.1989) — бригадир совхоза «Черевковский», Герой Социалистического Труда.
Родился 27 августа 1917 г. в деревне Васьковское Устьянской волости Сольвычегодского уезда Вологодской губернии (сейчас — Устьянский район Архангельской области).
В 1934 г. поступил в только что созданный совхоз «Черевковский», работал пастухом, возчиком молока, слесарем, учетчиком бригады.
В 1939—1946 гг. служил в РККА, старший сержант, командир отделения 164-й отдельной строительной роты инженерного отдела Краснознамённой Амурской флотилии, участник Великой Отечественной войны.
После демобилизации вернулся в совхоз и был назначен бригадиром животноводческой бригады. Внедрил кормление коров по индивидуальным рационам с учётом продуктивности, веса и возраста. В 1951 г. средний надой от коровы в его бригаде составил 6119 кг молока.
Указом Президиума Верховного Совета СССР от 21 июля 1952 г. присвоено звание Героя Социалистического Труда с вручением ордена Ленина и золотой медали «Серп и Молот».
Позднее работал заместителем директора совхоза по хозяйственной части, заведующим фермой, зоотехником, бригадиром по выращиванию молодняка КРС.
С 1977 г. на пенсии.
Член ВКП(б)/КПСС с 1945 года. Награжден орденом Отечественной войны 2-й степени (1985), большой и малой серебряными и четырьмя бронзовыми медалями ВСХВ, медалью «За боевые заслуги», другими медалями. Почётный гражданин Красноборского района (13.06.1980).
Умер 2 февраля 1989 г. Похоронен на Холмовском кладбище рядом с селом Черевково Красноборского района.